# Réginald de Croÿ
Réginald Charles Alfred de Croÿ OBE (* 26. September 1878 in London; † 13. April 1961 in Woluwe-St. Pierre) war ein belgischer Diplomat.

## Leben
Prinz Réginald von Croÿ war Mitglied des zum Hochadel gehörenden Geschlechts Croÿ. Er war der Sohn der englischen Gutsbesitzerstochter Elizabeth Mary geb. Parnall (1855–1912) und Prinz Alfred Emmanuel de Croÿ (1842–1888). Er heiratete 1920 in Brüssel Prinzessin Isabelle de Ligne (1889–1968), eine Tochter von Fürst Ernest de Ligne. Er besuchte die Schule in Beaumont, die Katholieke Universiteit Leuven und trat 1914 in den auswärtigen Dienst.
1915 wurde seine Schwester Marie von deutschen Besatzungstruppen auf dem Chateau de Bellignies verhaftet und Reginald vorgeworfen, ein Netz von Schleusern für belgische Rekruten über die niederländische Grenze zu leiten.
Unter dem Gesandten Ludovic de Moncheur war er 1918 Attaché in London. 1944 war er belgischer Gesandter in Stockholm. Vom 13. Februar 1946 bis 1948 war er Botschafter beim Heiligen Stuhl.
Croÿ erhielt 1934 eine königlich belgische Adelsanerkennung mit dem Prinzentitel und der Anrede „Durchlaucht“.
Mit seiner Ehefrau hatte er zwei Töchter, die 1924 geborene Prinzessin Yolande und die 1927 geborene Prinzessin Diane Mary.